# Wzdęcin Fischera
Wzdęcin Fischera, cenolofium nagie, c. Fischera (Cenolophium denudatum) – gatunek rośliny z rodziny selerowatych (Apiaceae). Jedyny przedstawiciel rodzaju wzdęcin, zwanego też cenolofium. Rośnie dziko w Europie Wschodniej, Syberii i Azji Środkowej, na zachodzie sięgając Litwy, Łotwy, Białorusi i Ukrainy, a na wschodzie Mongolii. W Polsce gatunek został błędnie podany z Torunia. Opisany został w 2004 roku jako możliwy do odnalezienia w północno-wschodniej części kraju i w 2008 został znaleziony jako introdukowany w Białymstoku. 
W naturze rośnie na wilgotnych łąkach, na terenach podmokłych i w lasach, sięgając na terenach górskich do 1800 m n.p.m. Bywa uprawiany jako roślina ozdobna.

## Morfologia
PokrójNaga bylina osiągająca 0,5 do 1,5 m wysokości. Z tęgiego korzenia palowego wyrasta jedna do trzech wzniesionych łodyg, pełnych, kreskowanych, często nieco wygiętych w węzłach i purpurowo nabiegłych. U nasady pędu włókniste pozostałości starych liści.
LiścieOgonkowe, o nasadach pochwiastych. Blaszki liści odziomkowych w zarysie trójkątne, do 20 cm długości, 3–4-krotnie pierzasto podzielone na wąskie i całobrzegie odcinki osiągające 10–60 mm długości i 1–5 mm szerokości. Górne liście mniejsze, dwukrotnie trójdzielne lub trójklapowe.
KwiatyZebrane w baldachy złożone, których rozgałęzienia pozbawione są pokryw lub są one nieliczne (1–4), równowąskie. Pokrywki są nieliczne i podobnie równowąskie, o długości podobnej do szypułek kwiatowych. Baldach składa się z 10–25 baldaszków i osiąga zazwyczaj średnicę 5–7, rzadziej do 10 cm. Działki kielicha drobne. Płatki korony białe, jajowate, wycięte na końcu. Zalążnia dolna, dwukomorowa, w każdej z komór z pojedynczym zalążkiem. Słupki odgięte, dwa razy dłuższe od stożkowatego krążka miodnikowego.
OwoceRozłupnia rozpadająca się na dwie rozłupki, spłaszczone, eliptyczne lub podługowate, o długości 3,5 do 5 mm, na powierzchni wyraźnie żebrowane.

## Systematyka
Gatunek typowy monotypowego rodzaju Cenolophium W. D. J. Koch, Nova Acta Phys.-Med. Acad. Caes. Leop.-Carol. Nat. Cur. 12: add. to 103. 1824-1825. Rodzaj w obrębie rodziny selerowatych (baldaszkowatych) Apiaceae klasyfikowany jest do podrodziny Apioideae.
Synonimy taksonomiczne:
- Angelica fischeri Spreng.
- Athamanta denudata Fisch. ex Hornem.
- Cenolophium aspergillifolium (Bogusl.) Schischk.
- Cenolophium divaricatum Besser
- Cenolophium fischeri (Spreng.) W.D.J.Koch
- Cenolophium lapponicum Nyl.
- Cnidium fischeri (Spreng.) Spreng.
- Crithmum campestre Gueldenst. ex M.Bieb.
- Crithmum mediterraneum M.Bieb.